# Al-Fourqaanmoskee
De Al-Fourqaanmoskee is een moskee in de Nederlandse stad Eindhoven, aan de Otterstraat 2. Deze moskee, die genoemd is naar Soera De Onderscheiding (Arabisch: الفرقان al-Furqān) uit de Koran, dient onder meer de Marokkaanse islamitische gemeenschap en maakt deel uit van de Marokkaanse stichting Waqf in dezelfde stad, die in 1993 is opgericht.
De moskee trekt relatief grote bezoekersaantallen, die tot tweeduizend kunnen oplopen.
Zoals diverse moskeeën elders in Nederland, bijvoorbeeld de Tawheed-moskee in Amsterdam en de As-Soennahmoskee in Den Haag, oriënteren de moskee en zijn imams zich op het salafisme en wahabisme.

## De Al-Fourqaanmoskee in de media
De Al-Fourqaanmoskee is regelmatig in het nieuws geweest in verband met omstreden imams die er predikten. Verder zouden twee Marokkaanse jongens die in 2002 in Kasjmir door Indiase grenstroepen werden doodgeschoten bij deze moskee geronseld zijn voor de jihad, hetgeen door het beheer van de moskee werd ontkend. Het moskeebestuur heeft zich meermaals gedistantieerd van het gebruik van geweld, onder meer door de aanslagen in Parijs van november 2015 scherp te veroordelen.